# سیرجبیل
سیرجبیل (به عربی: سیرجبیل) یک منطقهٔ مسکونی در لبنان است که در شهرستان شوف واقع شده‌است. سیرجبیل ۳۶۰ متر بالاتر از سطح دریا واقع شده‌است.